# Pedagogika sportu
Pedagogika sportu je věda o sportovní edukaci. Je interdisciplinárním vědním oborem, který propojuje teoretické poznatky a výzkum především pedagogiky a kinantropologie. Zkoumá vztah sportu a edukace a to v historickém a současném kontextu. Díky tomu vyplňuje významnou oblast výzkumu sportovní edukace v rozvoji jedince a celé společnosti, kterému vědy o výchově (jak mnohdy právem kritizují představitelé kinantropologie) nevěnovaly patřičnou pozornost. V ČR se dále používá pojem pedagogická kinantropologie.
Z hlediska systematizace věd je pedagogika sportu součástí věd pedagogických, současně se řadí také do systému věd o pohybu a sportu. V rámci pedagogiky sportu se můžeme v odborné terminologii setkat také s pojmem motopedagogika, která si klade za cíl komplexní rozvoj osobnosti za využití jejího tělesného pohybu.

## Pojetí pedagogiky sportu v ČR
Naše pojetí reprezentuje zejména prof. Bohumil Svoboda, který její předmět chápe jako výchovu ve sportovních činnostech. Své práce zaměřoval především na potřeby sportovních trenérů. Pedagogika sportu se tak stala tradiční součástí trenérského vzdělávání a mnohá její témata jsou u nás začleněna do teorie sportovního tréninku.

## Počátky sportovní edukace a její vývoj
Sport provází lidské životy již od pradávna a vždy představoval jeden ze základních edukačních prostředků. Nejzásadnější význam měla sportovní edukace zejména v antickém Řecku (Sparta a Athény) Viz Spartánská výchova a kalokagathia.
S nástupem středověké společnosti došlo k mírnému útlumu sportovní edukace, nicméně velkou roli měla stále ve výchově světských feudálů. Ta probíhala na hradech, kde od 7 do 14 let byl hoch pážetem, od 14 do 21 zbrojnošem a v 21 letech byl pasován na rytíře. Obsah této výchovy tvořilo sedmero rytířských ctností (jízda na koni, plavání, vrh kopím, šerm, hra v dámu a skládání a zpěv veršů).
S oživením zájmu o tělesnou výchovu na školách se setkáváme v působení jezuitských kolejí, které představovaly internátní školy  poskytující střední a vyšší vzdělání. Obsah vyučování stanovil školní řád z roku 1599, který byl na svou dobu tak vyspělý, že platil až do konce 19. století. Ten koncipoval šestitřídní latinskou školu, jejíž podstata byla ve studiu latiny, teologie a sedmera svobodných umění.
Velký rozvoj sportovní edukace nastal v rámci novodobých národních hnutí, kde tělovýchova a sport stejně jako v Antickém Řecku zastávala jednu z profilových aktivit. Do české historie se výrazně zapsalo sokolské hnutí, které mělo v duchu jeho tvůrců – Tyrše a Fügnera – komplexní kulturně-edukační charakter s důrazem na prvky filozofické, morální a estetické.
V 19. století koncept sportovní edukace dále ovlivňovaly rozvíjející se tělovýchovné systémy , např. německý, anglický a švédský. Ve stejném období se zaváděla nejprve živelně a později povinně školní tělesná výchova (u nás v roce 1869).
Vznik soudobé sportovní edukace především souvisí s vymezením novodobého sportu jako prostředku napomáhajícímu rozvoji zdraví, fyzické zdatnosti a obratnosti, sociálním kompetencím i morální a estetické kultivaci osobnosti.

## Vývoj sportovně-pedagogických teorií a vznik pedagogiky sportu
Na význam tělesných cvičení poukázali již v antickém Řecku myslitelé Platon i Aristoteles. Platon ve svých úvahách kladl význam tělesných cvičení zejména ve vztahu k branné výchově. Pro novodobou koncepci pedagogiky sportu byl přínosný mimo jiné také požadavek zařadit tělesná cvičení do výchovy dívek. Aristoteles jako jeden z prvních teoretiků usiluje o integrovanou edukaci, ve které tělesná výchova hraje důležitou roli, a to především v mládí. Také je toho názoru, že tělesná cvičení mají předcházet intelektuálnímu rozvoji.
Antický ideál moudrého a krásného člověka opět objevujeme v renesančním myšlení. Typickým představitelem je F. Rebelais, který za hlavní cíl života považoval rozvoj vzdělanosti a kultivovanosti. V jeho smýšlení se můžeme setkat s aktuální koncepcí, která požaduje propojení vzdělávání s volnočasovými aktivitami s důrazem na podporu zdravého životního stylu, pro který je klíčovým prvkem pohyb a sport. Renesanční myšlení tak znovu v rámci nového přístupu k životu doceňuje sport jako podstatný prostředek edukace.
Velký přínos v rozvoji školní tělesné výchovy měl J. A. Komenský, který považoval tělesnou výchovu za součást komplexní edukace a začlenil ji do všech stupňů své vzdělávací soustavy.
Přednostní význam tělesné výchově přikládal také J. Locke, který ji společně s výchovou mravní a rozumovou zařadil mezi tři základní oblasti edukace. Pojetí této tělesné výchovy zaměřil na podporu zdraví a rozvoj zdatnosti jako předpokladu úspěšného života.
U zrodu novodobých tělovýchovných koncepcí stál J. J. Rousseau. Ten zdůraznil význam pohybových aktivit v přirozeném prostředí, v souladu s individuálními potřebami, v radostné atmosféře a se svobodnou nabídkou pohybových aktivit. Svým dílem Emil čili o výchově ovlivnil mnoho dalších významných pedagogických teoretiků i rozvoj moderní pedagogiky sportu. V díle přináší koncepci nové harmonické, svobodné a přirozené edukace, která má být zbavena jakéhokoliv biflování, kruté kázně a potlačování osobnosti.

## Základní oblasti pedagogiky sportu
Díky převládajícímu dělení soudobého sportu na sport školní, soutěžní a rekreační se postupně rozvíjí níže popsané analogické subdisciplíny :
1. Pedagogika školního sportu Ta se zabývá výzkumem školního sportu, který souhrnně označuje všechny sportovní aktivity, které probíhají v rámci instituce školy. Její doménou je u nás didaktika tělesné výchovy (školní). V zahraničí převládá označení didaktika sportu.[3]
2. Pedagogika soutěžního sportu Zaměřuje se především na výzkum procesuální stránky sportovního tréninku a soutěží, jako jsou např. problémy motorického učení, průběh sportovní dráhy nebo aktivity sportovního trenéra.[3]
3. Pedagogika rekreačního sportu Především analyzuje pojetí a edukační význam pohybových aktivit v rámci náplně volného času, které představují druhou nejčastěji uváděnou volnočasovou aktivitu mládeže. V pojetí rekreačního sportu jsou zřetelné mnohé rysy pedagogiky volného času, např. nepřímá aktivace a podpora, vycházející ze zájmů a možností účastníků, využívání nedirektivního podněcování a podpory samostatně iniciovaného učení se a jednání osob nebo skupin.[3]

### Seznam literatury
- JANSA, Petr. Pedagogika sportu. Praha: Karolinum, 2012. ISBN 978-80-246-2026-8.
- JŮVA, V. Pedagogika sportu. In PRŮCHA, J. Pedagogická encyklopedie. Praha : Portál, 2009, s. 798–802.
- JŮVA, V. Pedagogika sportu: Vybraná témata z pedagogiky sportu. (1st ed.). Brno: Masarykova univerzita. [online]. Dostupné z: http://www.fsps.muni.cz/impact/uvod-do-pedagogiky-sportu/%5B%5D
- SVOBODA, Bohumil. Pedagogika sportu. 2. vyd. Praha: Karolinum, 2007. ISBN 978-80-246-1358-1.